# طائر الجنة الكبير
طائر الجنة الكبير (الاسم العلمي Paradisaea apoda)، نوع طائر من جنس طائر الفردوس وفصيلة الفردوسيات. يصل طول الذكر نحو 43 سم والأنثى 35 سم. موطنه إندونيسيا وجنوب غرب غينيا الجديدة.